# Verordnung (EU) Nr. 1178/2011
Die Verordnung (EU) Nr. 1178/2011 der Kommission vom 3. November 2011 zur Festlegung technischer Vorschriften und von Verwaltungsverfahren in Bezug auf das fliegende Personal in der Zivilluftfahrt gemäß der Verordnung (EG) Nr. 216/2008 des Europäischen Parlaments und des Rates ist innerhalb der EASA-Staaten das zentrale Regelwerk für die Zulassung, Ausbildung und Lizenzierung von Piloten und Flugbegleitern. Dieser Themenbereich wird oft auch als Flight Crew Licensing oder FCL bezeichnet, weswegen die Vorschriften der Verordnung auch EU-FCL oder EASA-FCL genannt werden. Als unmittelbar geltendes Recht löste die Verordnung in Deutschland die LuftPersV und die LuftVZO in weiten Teilen ab und ersetzt die JAR-FCL Richtlinien, auf die in diesen nationalen Verordnungen verwiesen wird. In der LuftPersV bleiben unter anderem Ergänzungen zur EU-FCL sowie die Regelung zur Ausbildung und Lizenzierung bei Luftsportgeräten.

## Geschichte
Mit der Verordnung (EG) Nr. 216/2008 zur Festlegung gemeinsamer Vorschriften für die Zivilluftfahrt und zur Errichtung einer Europäischen Agentur für Flugsicherheit wurde 2008 der Grundstein für die Schaffung einer gemeinsamen europäischen Rechtsgrundlage für die Luftfahrt gelegt. Vorher wurden diese einheitlichen Regelungen durch die Joint Aviation Authorities in Form der Joint Aviation Requirements (JAR) festgelegt. Diese JAR hatten nur den Charakter von Richtlinien und mussten von den Mitgliedstaaten noch in nationales Recht umgesetzt werden. Im Gegensatz dazu ist die VO 1178/2011 als Verordnung der EU unmittelbar geltendes Recht gemäß Artikel 288 AEUV.
Die VO 1178/2011 ist eine Implementing Rule (etwa Durchführungsverordnung) der VO 216/2008. Die VO 216/2008 setzte für das Inkrafttreten der Durchführungsbestimmungen zum FCL eine Frist bis zum 8. April 2012. Zu diesem Datum trat die VO 1178/2011 tatsächlich in Kraft, ihre Anwendung konnte jedoch von den Mitgliedstaaten für Teilbereiche bis 8. April 2015 hinausgezögert werden. Die VO 1178/2011 wurde ergänzt durch die VO 290/2012, die es den Mitgliedstaaten erlaubte, die Anwendung der kompletten VO 1178/2011 bis zum 8. April 2013 zu verschieben. Diese Verschiebung wird oft auch als horizontales Opt-Out bezeichnet. In der VO 290/2012 sind darüber hinaus die Anhänge 5–7 der eigentlichen VO 1178/2011 zu finden.

## Inhalt der Verordnung
Die Basis-Verordnung 216/2008 legt fest, dass nur Luftsportgeräte und Oldtimer unter der Gesetzgebung der Mitgliedsstaaten verbleiben, somit gelten die Regelungen der VO 1178/2011 für alle anderen Luftfahrzeuge. Es sind also Piloten von Luftfahrzeugen vom A380 bis zum Segelflugzeug und Heißluftballon betroffen.
Die einzelnen Artikel der Verordnung befassen sich lediglich mit dem Geltungsbereich, Übergangsvorschriften und der allgemeinen Vorgehensweise zur Übertragung bislang bestehender Lizenzen und Berechtigungen in das neue System. Der wesentliche Teil der Regelungen befindet sich in den Anhängen der Verordnung:
- Anhang 1 – Anforderungen an Pilotenlizenzen (Seite L 311/7)
- Anhang 2 – Bedingungen für die Umwandlung bestehender nationaler Lizenzen und Berechtigungen (Seite L 311/163)
- Anhang 3 – Bedingungen für die Anerkennung von Lizenzen, die von Drittländern oder für Drittländer ausgestellt wurden
- Anhang 4 – medizinischer Bereich (Seite L 311/173)
- Anhang 5 – Qualifikation von Flugbegleitern
- Anhang 6 – Anforderungen an Behörden bezüglich des fliegenden Personals
- Anhang 7 – Anforderungen an Organisationen bezüglich des fliegenden Personals (Ausbildungsbetriebe) (Seite L 100/44)

## Umsetzung
Mit den NfL I 218/12 gab das BMVBS bekannt, dass alle von der Verordnung eröffneten Möglichkeiten zur verzögerten Anwendung (Opt-Out) genutzt werden. Unter den Opt-Out fallen alle Lizenzen die nicht den JAR entsprachen oder nicht durch die JAR reguliert waren. Das sind z. B. einige national geregelte Motorfluglizenzen, Ballonlizenzen sowie Segelfluglizenzen. Diese Lizenzen mussten somit erst bis 8. April 2014 bzw. 8. April 2015 auf die neue Regelung der VO umgestellt sein. Die Richtlinien für die fliegerärztliche Tauglichkeitsuntersuchung sind dagegen schon am 8. April 2013 in Kraft getreten.
Laut  Deutschem Aero Club müssen in Deutschland ca. 13.000 bestehende national geregelte Motorfluglizenzen sowie ca. 34.000 Segelfluglizenzen umgewandelt und teilweise den neuen Rechtsvorschriften angepasst werden. Die Bedingungen für die Umwandlung dieser Lizenzen sind mit den NfL I 16/13 im Februar 2013 veröffentlicht worden. Bestehende JAR-konforme Lizenzen gelten als gemäß der Verordnung ausgestellt und werden in den 5 Jahren zwischen 2013 und 2018 im Rahmen ihrer turnusmäßigen Verlängerung gegen die neuen Lizenzen ausgetauscht. Dies betrifft in Deutschland ca. 17500 Lizenzen.

## Kritik
Die in der VO getroffene Definition von „gewerblicher Luftfahrt“ lässt Interpretationsspielraum offen. Flüge mit Kostenteilung oder durch Luftsportvereine durchgeführte Rundflüge mit Passagieren könnten im Sinne der VO als gewerblich ausgelegt werden. Dadurch entsteht Rechtsunsicherheit bei der Frage, inwieweit sich Fluggäste an den Kosten solcher Flüge beteiligen dürfen, wenn Privatpiloten diese durchführen.